# Shoots and Ladders
Shoots and Ladders – drugi singel amerykańskiego zespołu nu-metalowego KoRn z pierwszej płyty. Tytuł nawiązuje do amerykańskiej gry dziecięcej Chutes and ladders, a słowa w większości składają się z rymów przedszkolnych, jest także pierwszym utworem zespołu, w którym pojawiają się dudy. Piosenka była nominowana do Nagród Grammy w 1997 roku.

## Teledysk
Teledysk wyreżysesrowany przez McG.
W teledysku członkowie zespołu grają w „bajkowym świecie”. Wokalista Jonathan Davis spiewa wisząc do góry nogami na tle stodoły. Reszta zespołu gra na tle kartonowego zamku. Munky ma zaklejone usta. Co jakiś czas w teledysku ukazywane jest nagranie z koncertu.